# Krążowniki pancernopokładowe typu Kaiser Franz Joseph I
Krążowniki typu Kaiser Franz Joseph I – typ trzech krążowników pancernopokładowych, zbudowanych przez Austro-Węgry pod koniec XIX wieku. Należały do niego dwa okręty: SMS „Kaiser Franz Joseph I” i SMS „Kaiserin Elisabeth”.

## Konstrukcja
Krążowniki typu Kaiser Franz Joseph I miały 103,7 m długości, 14,75 m szerokości, 5,7 m zanurzenia, a ich wyporność wynosiła 3967 ton. Okręty były wyposażone w dwuwałowe maszyny parowe VTE o mocy 8450 KM (6300 kW), które pozwalały im osiągać prędkość maksymalną 19 węzłów (35 km/h). Główne uzbrojenie okrętów składało się z dwóch dział kal. 240 mm w dwóch pojedynczych wieżach artyleryjskich i sześciu pojedynczych dział kal. 150 mm.

## Budowa
Stępkę pod pierwszy okręt z typu, „Kaiser Franz Joseph I”, położono w 1888 roku w stoczni Stabilimento Tecnico Triestino w Trieście. Krążownik został zwodowany 18 maja 1889 roku i wprowadzony do służby 2 lipca 1890 roku. Stępkę pod „Kaiserin Elisabeth” położono również w 1888 roku w Arsenale Morskim (Marinearsenal) w Poli. Okręt został zwodowany 25 września 1890 roku i wprowadzony do służby 24 stycznia 1892 roku.